# Río Navarino
El río Navarino es un curso natural de agua emisario del lago Navarino cuyas aguas lleva con dirección general sur hasta desembocar en la bahía  Windhond. Se encuentra en la isla homónima de Chile.

## Trayecto
Los lagos Rojas, Pollollo y el Navarino forman el eje norte-sur de la cuenca del lago Navarino que desaguan sucesivamente hasta finalizar en el río Navarino.

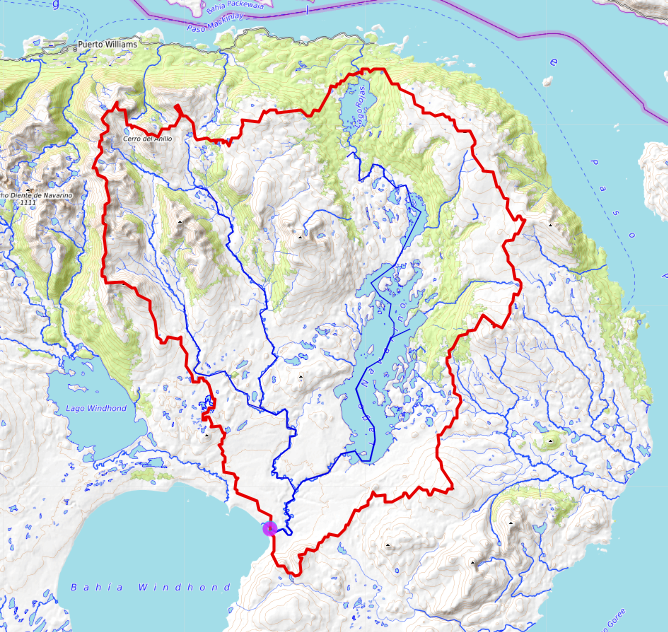
Cuenca del lago Navarino en la isla Navarino.